# Großer Hundstod
Der Große Hundstod, manchmal auch einfach nur Hundstod, ist mit einer Höhe von 2594 beziehungsweise 2593 Metern einer der Hauptgipfel des Steinernen Meers in den Berchtesgadener Alpen und liegt auf der Grenze zwischen Deutschland und Österreich (Bayern/Land Salzburg).
Der Name des Berges bezieht sich auf die Watzmannsage, in der die Hunde des Watzmann vom Hundstod herabstürzen.

## Lage
Der Große Hundstod zählt zu den höheren Bergen in den Berchtesgadener Alpen und liegt südlich von Hochkalter und Watzmann im Berchtesgadener Land. Er steht als dominanter Felskopf über der Südflanke des Steinernen Meeres, wie man es vom Pinzgau bei Zell am See sieht, und am Ende des Dießbachstausee (Dießbach zur Saalach).

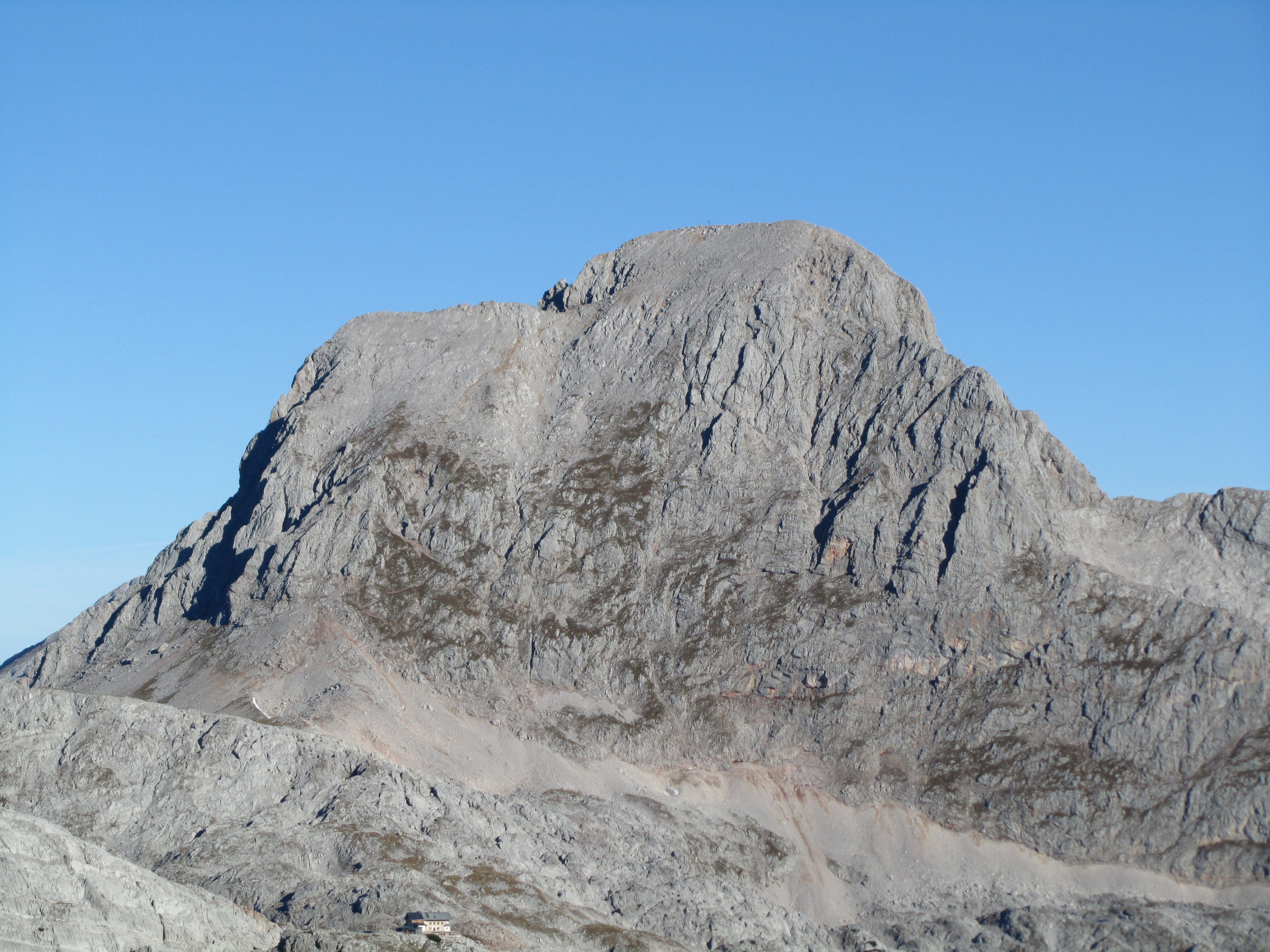
Die Südflanke des Großen Hundstod, durch die der Normalanstieg verläuft. Am unteren Bildrand das Ingolstädter Haus.
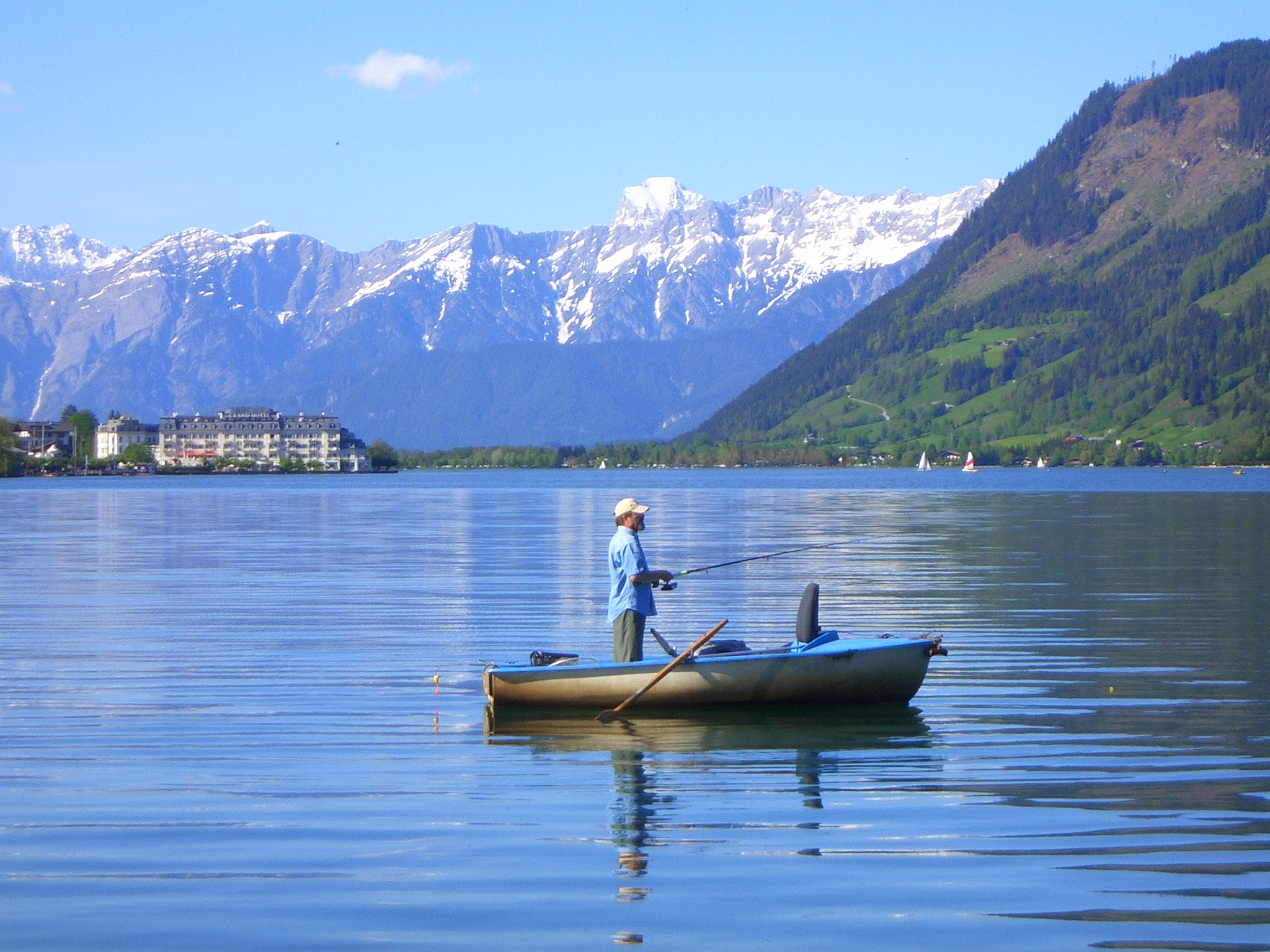
Großer Hundstod über dem Südabbruch des Steinernen Meeres vom Zeller See (Zell am See-Süd)
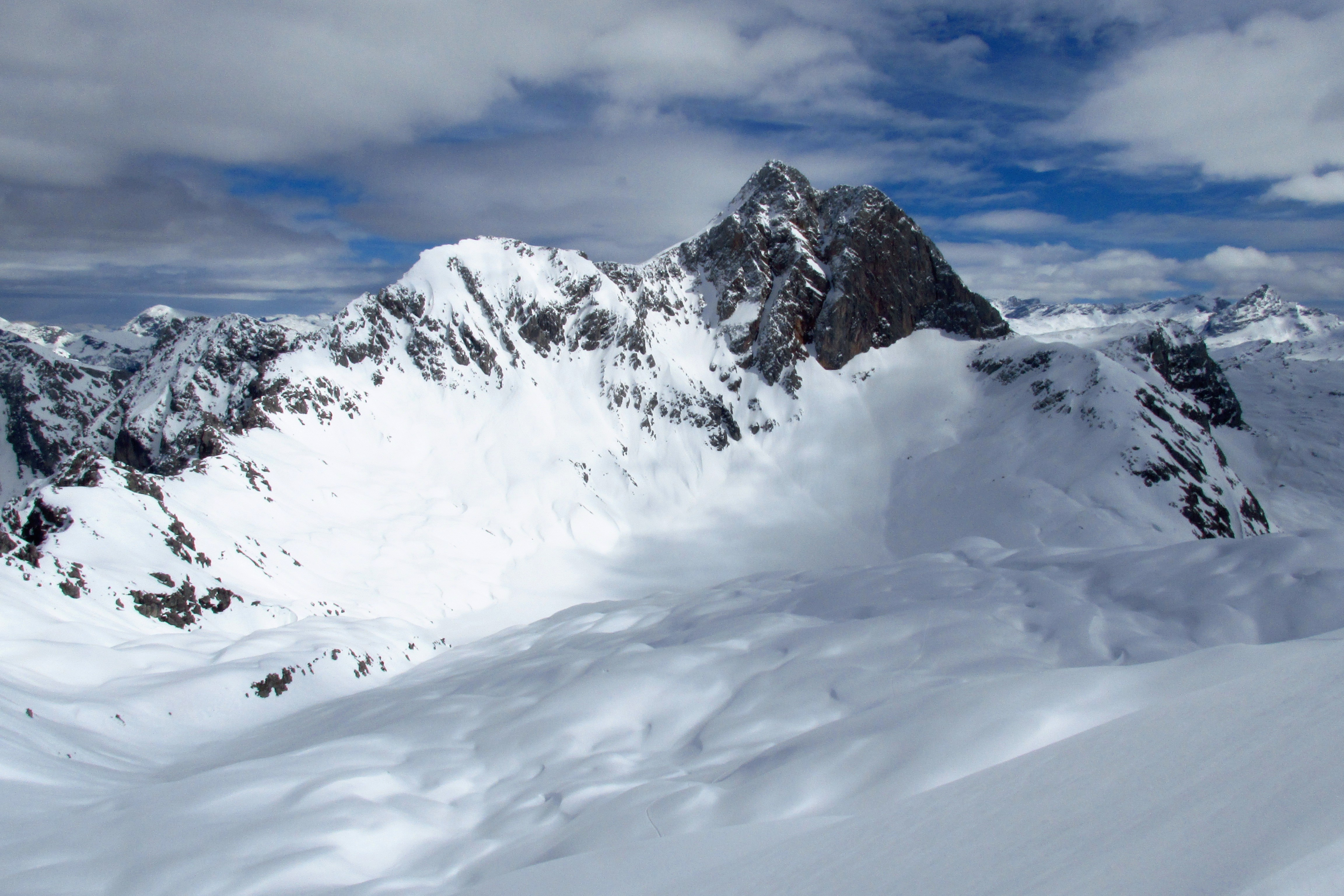
Großer Hundstod von West, rechts im Bild der kleine Hundstod
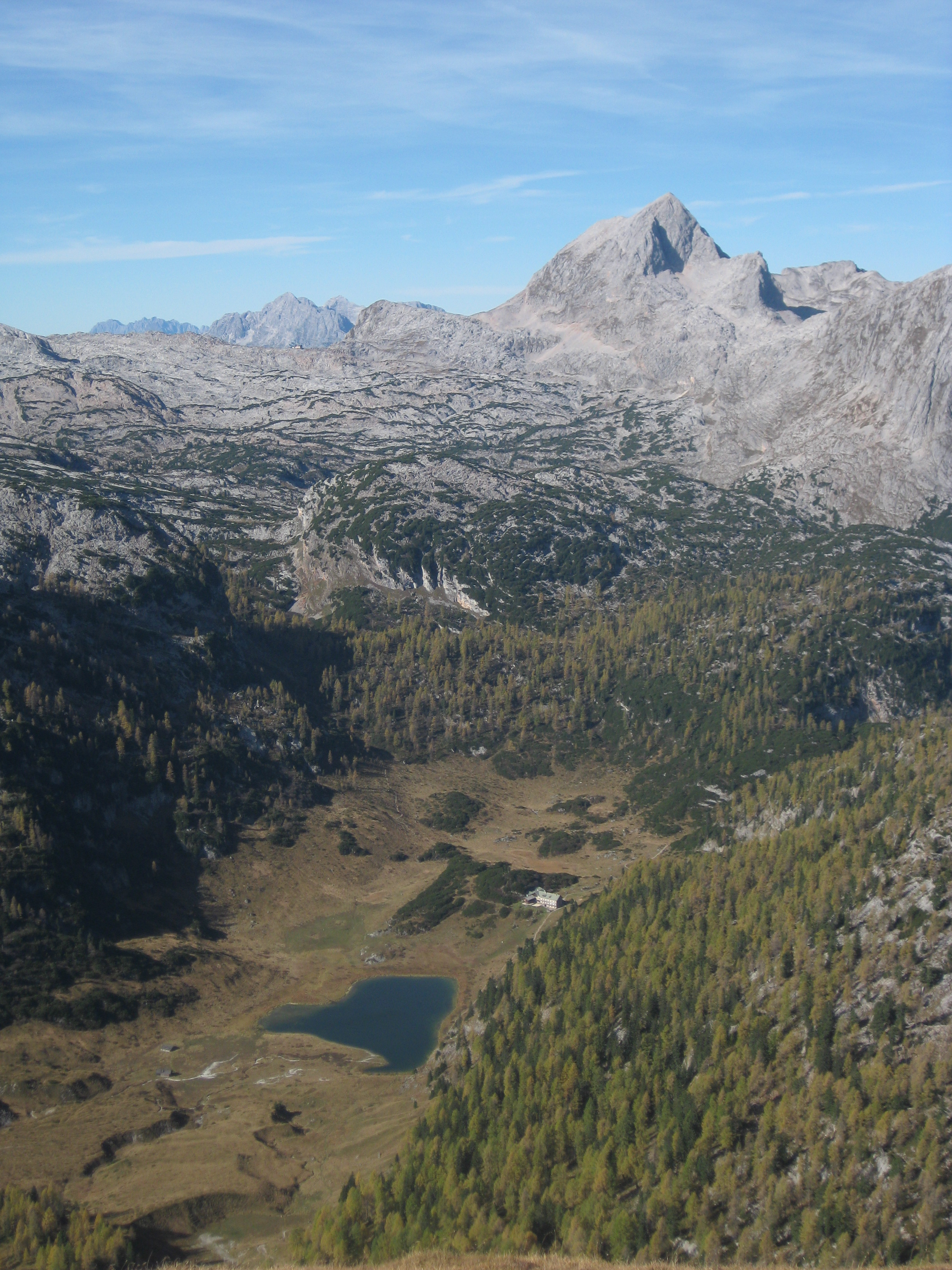
Großer Hundstod von Südost, im Vordergrund der Funtensee
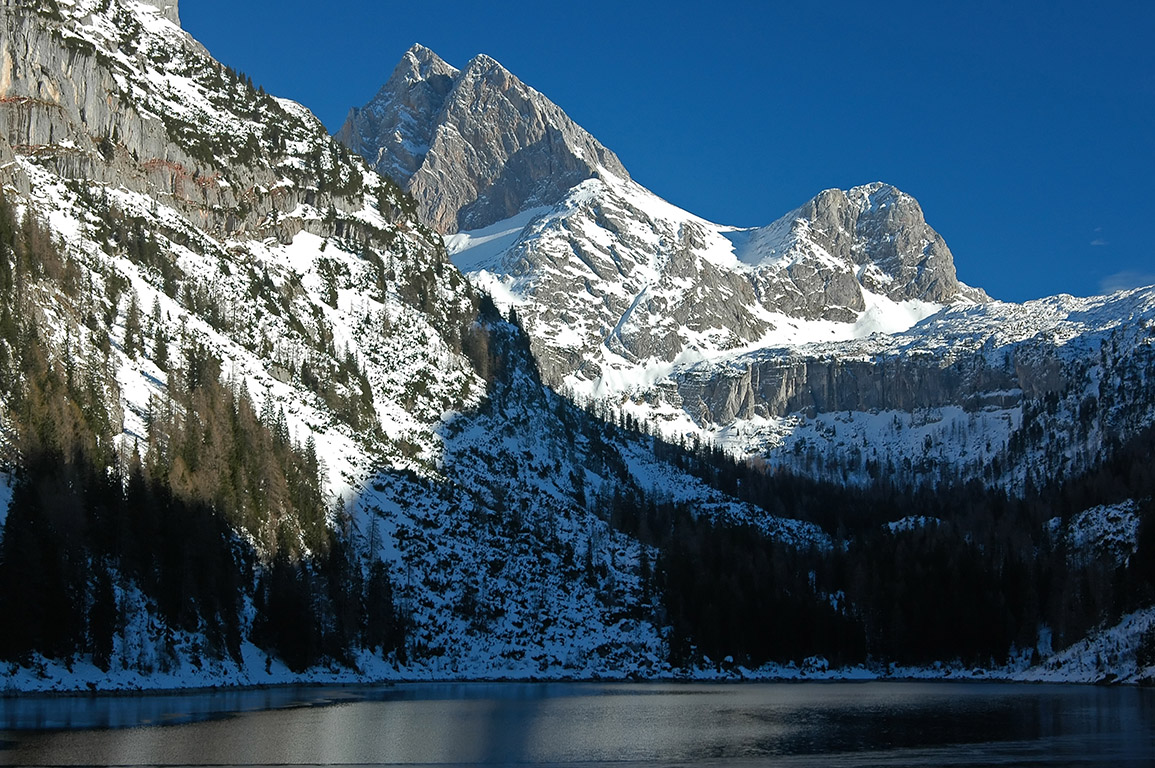
Großer Hundstod von Westen, am Dießbachstausee

Vom Gipfel bietet sich an schönen Tagen ein umfassendes Panorama: im Nordosten der Hohe Göll, im Osten die Teufelshörner, im Südosten der Hochkönig und das übrige Steinerne Meer, im Süden der Zeller Becken, und die Hohen Tauern, im Westen die Loferer Steinberge und das Kaisergebirge sowie im Norden der Hochkalter und der Watzmann.

### Kleiner Hundstod
Etwa 0,7 km südwestlich des Gipfels befindet sich der komplett in Österreich liegende Kleine Hundstod ⊙. Er ist 2263 m hoch und vom Großen Hundstod durch die 2210 m hohe Hundstodscharte getrennt.

### Hundstodgatterl
Etwa 0,8 km östlich des Gipfels befindet sich das 2188 m ü. NHN Hundstodgatterl ⊙. Dieses ist der Gebirgspass zwischen Großem Hundstod und dem 2330 m ü. NHN hohen Schneiber. Dieser Pass ermöglicht den Übergang zwischen Steinernem Meer und Wimbachtal.

## Besteigung
Auf den Großen Hundstod gibt es für trittsichere und schwindelfreie Bergwanderer einen markierten Weg, der vom Ingolstädter Haus durch die steile Südflanke über Schrofen und Geröll in einer guten Stunde zum Gipfel führt. Das Ingolstädter Haus wird folgendermaßen erreicht: Entweder vom Salzburger Saalachtal bei Pürzlbach über den Dießbachstausee (in ca. 4 Stunden), von St. Bartholomä am Königssee über das Kärlingerhaus (in ca. 6 Stunden) oder von Ramsau bei Berchtesgaden über die Wimbachgrieshütte und das Hundstodgatterl (in ca. 6 Stunden).
Des Weiteren verzeichnet die Alpenvereinskarte einen Aufstieg von Südosten her. Davon abgesehen bieten sich noch weitere Aufstiegsmöglichkeiten an, die jedoch allesamt große alpine Erfahrung, meist sogar Kletterei und gute Ortskenntnisse erfordern, so zum Beispiel weglos durch die Nordflanke (leichte Kletterei, Zugang aus der Scharte zwischen Hundstodkendlkopf und Großem Hundstod). An der West- und Ostseite des Großen Hundstods gibt es Kletterrouten bis in extreme Schwierigkeitsgrade.
Der Alpinist Joseph Kyselak berichtet von seiner Besteigung des Hundskopftods im Jahr 1825. Er ging vom Königssee über die Sausteig ins Steinerne Meer und die Weisbachwand nach Saalfelden hinab:

„Wer vom Schwindel – diesem eingebildeten Uebel, nichts weiß, der wird den hohen Hundskopftod gefahrlos besteigbar nennen; am leichtesten erklimmt man selben in schiefer Richtung von Osten nach Westen.
In einer Stunde war, von der Hirtenhütte gerechnet, die mittere höchste Spitze dieser Alpe erklommen; mißvergnügt sieht man erst itzt, daß der gegenüber trotzende Watzmann weit höher seinen Scheitel erhebe, was vorhero kaum geglaubt wurde. Leicht überzeugt man sich, daß es thöricht wäre, auf dieser Alpe, wo die drei Spitzen kaum eben so viele Klafter Fläche biethen, und bloß durch gedehnte Felsrücken mit einander zusammenhängen, Hunde den gewandten Gemsen, deren vier bei unserer Ankunft ihre geübten Sätze hinabproduzirten, nachzujagen.

Noch war ich erstaunt über jener Alpenwächter beflügelten Fuß, als mein Führer mit lautem: »Ich habs, ich habs!« mir freudig die Hand drückte, und bat zu gedulden, bis er wieder zurück komme. Ich glaubte er sey plötzlich verrückt, und wolle eine Gemse erhaschen; denn wirklich eilte er die nemlichen Pfade ins Watzmannthal mit halsbrecherischer Schnelle herab. Ich strebte so viel wie möglich ihm nach; vergebens, er hatte zu viele Vortheile! Unwillig über den komischen Menschen, und mich, der so planlos eine mit Schweiß errungene Höhe verließ, stand ich zögernd und sah in die tiefe Schlucht, worin Romoser sich bereits verlor. Da gewahrte ich etwas schwarz und weißes undeutlich, das Leben verrieth; mein Fernrohr ließ mich fünf Schafe zählen, denen bereits der arme Hirte auf Hand und Füssen zukletterte, und sie langsam auf besseren Weg brachte.

Gerne verzieh ich nun dem Guten seine Treue für das ihm anvertraute Vieh, war aber eben so wenig entschlossen, wieder umzukehren auf die Hundskopf=Spitze, als mich vielmehr der Entschluß beseelte, den Watzmann zu ersteigen.“